# Truth - Il prezzo della verità
Truth - Il prezzo della verità (Truth) è un film del 2015 diretto da James Vanderbilt.
La pellicola, con protagonisti Cate Blanchett e Robert Redford, è l'adattamento cinematografico delle memorie della giornalista Mary Mapes, intitolate Truth and Duty: The Press, the President and the Privilege of Power e racconta del servizio tv trasmesso nel settembre 2004 dalla CBS nel corso della trasmissione giornalistica  60 Minutes di cui la Mapes era produttrice, noto come Killian documents, sul servizio militare svolto dal presidente George W. Bush nella Guardia Nazionale del Texas, per evitare di partecipare alla guerra del Vietnam.

## Trama
A pochi mesi dalle elezioni presidenziali con le quali George W. Bush cercherà nel 2004 di confermarsi alla guida del paese, la brillante giornalista Mary Mapes torna ad indagare sull'arruolamento dello stesso Bush nella Guardia Nazionale.
Il sospetto è che nel 1972, Bush, come altri "figli di papà" texani siano stati raccomandati per essere arruolati nella Guardia Nazionale, evitando l'esercito regolare e quindi la certezza di prendere parte alla guerra del Vietnam.
A confermare la circostanza è Ben Barnes, allora governatore del Texas. Ma il riscontro di un esponente del Partito Democratico non è abbastanza per un grande scoop. Così, sostenuta dall'anchorman Dan Rather, Mary e la sua squadra trovano dettagli interessantissimi sull'operato di George W. Bush nella Guardia Nazionale. Grazie a Bill Burkett, un colonnello in pensione, ricevono dei documenti che proverebbero come il soldato Bush fosse tutt'altro che un modello, e in particolare pare che non fosse stato presente per mesi nella sede del suo addestramento.
Su pressione della rete CBS Mary Mapes deve confezionare in fretta il servizio da inserire nella popolarissima trasmissione giornalistica 60 Minutes condotta da Rather. I documenti chiave, ricevuti solo in copia, hanno origine incerta e la loro autenticità è confermata solo parzialmente.
Così, nonostante il servizio faccia sensazione, l'attaccabilità dei documenti si rivela un boomerang.
Nell'inchiesta interna che segue, al termine del dibattimento, la Mapes sottolinea come dovrebbe essere più importante la sostanza dell'indagine, sulla quale si è sorvolato, che non lambiccarsi sull'autenticità di documenti controversi. Così facendo però, in qualche modo, lei stessa non fa che confermare le accuse sul suo conto, dando priorità all'interesse politico rispetto alla deontologia professionale. E così è licenziata al pari di tutta la sua squadra, collaboratori e superiori responsabili della CBS.
George W. Bush batte Kerry e apre il suo secondo mandato, mentre Dan Rather conclude amaramente una gloriosa carriera e Mary Mapes, sconfitta, smetterà di fare la giornalista.

## Produzione
Il budget del film è stato di 9,6 milioni di dollari.
Le riprese si sono svolte in Australia, a Sydney, a partire dall'ottobre 2014 per le successive otto settimane primaverili australiane.

## Distribuzione
Il film è stato presentato fuori concorso al Toronto International Film Festival il 12 settembre 2015.
La pellicola è stata distribuita negli Stati Uniti a partire dal 16 ottobre 2015, in numero limitato di copie, e in tutta la nazione dal 30 ottobre, mentre in Italia arriva dal 17 marzo 2016, distribuito dalla Lucky Red.

## Riconoscimenti
- 2016 - Palm Springs International Film Festival
  - Miglior attrice a Cate Blanchett
- 2015 - Mill Valley Film Festival
  - Secondo posto per il miglior film statunitense
- 2016 - Central Ohio Film Critics Association Awards
  - Candidatura per la miglior attrice a Cate Blanchett